# Казинское сельское поселение (Белгородская область)
Кази́нское се́льское поселе́ние — упразднённое муниципальное образование в составе Валуйского района Белгородской области Российской Федерации.
Административный центр — село Казинка.
19 апреля 2018 года упразднено при преобразовании Валуйского района в Валуйский городской округ.

## География
Общая площадь поселения: 15465 га, в т.ч. земель сельхозугодий: 12592 га. Протяженность дорог: 53,2 км.
Количество подворий: 805.

## История

### Первоначальное поселение
Описание Казинской волости Валуйского уезда, Воронежские Епархиальные ведомости за 1866 год  № 12, страница 268. Время заселения села Казинка и Казначеевка относится к концу семнадцатого, началу восемнадцатого века. Казинская волость располагается к северо-западу от Валуек, в 17 верстах от него. В состав ее входили: слобода Казинка и Казначеевка, село Посохово и Пушкарное, Лавы. Кроме этого деревни: Ситниково, Тулиново, Невольное, Колпаково, Леоново, Дубровки, Бирюч, Астахово, Бутырки, Елданово, Бабка и Сухая Дубровка. Хутора: Михайловский, Гусев, Мокрицев, Богомолов, Павлов и Кучугуры. По народному преданию, слобода Казинка получила своё название от того, что в начале семнадцатого века местность эта не была еще заселена, здесь были непроходимые леса и болота, в которых водилось множество диких коз. От ручья, берущего своё начало в окрестностях слободы, названному по этому случаю Казинским и получило своё название Казинка. Слобода Казначеевка. Как утверждают летописи, получила своё название от того, что здесь проживал казначей Валуйского монастыря с несколькими монахами, так как крестьяне проживающие здесь принадлежали этому монастырю. Пушкарное получило своё название от проживавших в нем мастеров пушкарей, а Лавы связывает своё название с Петром- Первым. Возвращаясь с похода на Азов, Петр с войском должен был переправиться через реку Оскол, в то время разделявшуюся в этом месте на несколько глубоких рукавов. Так как не нашлось ни одного подходящего моста для переправы, он велел строить дощатые настилы через реку. В народе такие доски называют «лавами». Именно поэтому Петр и назвал это место Лавы. Остальные поселения получили свои названия в основном от переселившихся в них жителей. Изначально жители Казинки и Казначеевки принадлежали монастырю, а с некоторых пор до 1840 года принадлежали Великому Князю Михаилу Павловичу. С 1840 года, переведены в казенное ведомство. Жители слободы Казинка в большинстве своем великороссы, переселившиеся сюда из Серпуховского уезда Московской волости. В 1776 году в Казинке построена, а в 1884 году обновлена церковь. Слобода Казначеевка в основном населена малороссиянами, имеет деревянную церковь, построенную в 1792 году. Село Пушкарное, Лавы, населено великороссами в 17 столетии.  Имелась церковь постройки 1787 года, в 1817 году сгорела и вновь была выстроена в 1845-м. Село Посохов тоже имело небольшую деревянную церковь постройки 1785 года. В середине 19 века Казинская волость насчитывала 1180 дворов, четыре церкви, приходское училище, две школы. Всего жителей Казинской волости 8145 душ, из них, мужского пола 4111. Великороссов мужского пола 3013, женского 3254. Малороссов мужского пола 1098 душ и женского 1180.

### В настоящее время
Казинское сельское поселение образовано 20 декабря 2004 года в соответствии с Законом Белгородской области № 159.

## Население
| 2010  | 2011  | 2012  | 2013  | 2014  | 2015  | 2016  |
| ----- | ----- | ----- | ----- | ----- | ----- | ----- |
| 1813  | ↘1806 | ↘1746 | ↘1727 | ↘1693 | ↘1676 | ↘1652 |
| 2017  | 2018  |       |       |       |       |       |
| ↘1626 | ↘1602 |       |       |       |       |       |

## Состав сельского поселения
| №  | Населённый пункт                | Тип населённого пункта       | Население |
| -- | ------------------------------- | ---------------------------- | --------- |
| 1  | Аркатово (Белгородская область) | село                         | ↘142      |
| 2  | Барвинок                        | хутор                        | ↘12       |
| 3  | Богомолово                      | хутор                        | ↘0        |
| 4  | Гладково                        | село                         | ↘74       |
| 5  | Казинка                         | село, административный центр | ↘1020     |
| 6  | Казначеевка                     | село                         | ↘155      |
| 7  | Конопляновка                    | село                         | ↘144      |
| 8  | Леоновка                        | хутор                        | ↘158      |
| 9  | Михайловка                      | хутор                        | ↘36       |
| 10 | Мокрый Лог                      | хутор                        | →0        |
| 11 | Поминово                        | село                         | ↗29       |
| 12 | Пролесок                        | хутор                        | ↘0        |
| 13 | Рябики                          | хутор                        | ↘43       |